# Ряжский кремль
Ряжский кремль — старейшая часть Ряжска Рязанской области. Вместе с острогом, просуществовавшим до Смутного времени, составлял Ряжскую крепость — опорный пункт Большой засечной черты (Ряжской засеки).

## История
Первоначальное укрепление, давшее Ряжску его имя, возникло в 1502 году на реке Рясе как охранный пункт Рясского Волока и преграда на Рясском поле — безлесном пространстве, по которому татары проникали в Рязанскую землю. После его разрушения татарами, в 1557 году на возвышенности между рекой Хуптой и Малиновым оврагом была выстроена новая крепость под названием Ватман. Её основателем был Михаил Иванович Колычёв. Вскоре на неё перешло название Ряжск.
Гарнизон крепости неоднократно участвовал в военных акциях против наступающих крымских татар. Осенью 1606 года город присоединился к восстанию Болотникова и находился в руках повстанцев до лета 1607 года. В 1608 году крепость была сожжена отрядом Александра Лисовского, находившегося на службе у Лжедмитрия II. Осенью 1612 года ряшане примкнули к атаману Ивану Заруцкому, но весной 1613 года, после поражения последнего, «целовали крест» царю Михаилу Фёдоровичу. В 1618 году крепость была вновь разрушена запорожскими казаками гетмана Сагайдачного. Ряжская крепость утратила военное значение в начале XVIII века в связи с расширением границ Русского государства на юг.
В течение XVIII века были снесены деревянные стены и башни Ряжского кремля, земляные укрепления — в первой четверти XIX века при перестройке города по новому регулярному плану. Каменный Благовещенский собор на месте старой крепости был разобран в 1939 году.

## Описание
Ряжский кремль имел форму неправильного многоугольника, нестандартного для XVI века. Отклонение от правил фортификации своего времени объясняется, предположительно, наличием здесь древнерусского городища XII—XIV веков, что подтверждается археологическими находками. Его земляные валы видимо использовались при возведении кремля. Со стороны реки его защищал крутой берег, поэтому здесь не имелось рва, на остальных направлениях за стенами были вырыты рвы. Во второй половине XVI — начале XVII века кремль представлял собой рубленый город, к которому был пристроен острог, защищавший близлежащие слободы.
После разрушений Смутного времени вместо сожжённого в 1608 году рубленого города был поставлен острог с протяжённостью стен около 859 м, а прежний острог вокруг городских слобод так и не был восстановлен. Укрепления были возведены на скорую руку и с большими конструктивными недоделками, о чём воеводы сообщали царю. В 1631 году была начата перестройка кремля, однако она затянулась надолго.
По описи 1704 года Ряжский кремль окружала острожная стена, одно из её прясел (между Наугольной и Тайничной башнями) было рубленым. Под ним к Хупте шёл тайник длиной 34 м. Общая протяжённость укреплений составляла 882 м. У крепости имелись 10 деревянных башен. В трёх из них (Московской, Пятницкой и Воронежской) имелись ворота, от которых через ров были перекинуты мосты. Под рубленой стеной между Наугольной и Тайницкой башнями был отводной колодезь, снабжавший крепость водой в случае осады. Внутри крепости находились: деревянная соборная церковь Архангела Михаила (впоследствии Благовещенская), две житницы, приказная изба, воеводские хоромы, казённые погреб и сарай в которых хранились воинские припасы, оружие. Гарнизон крепости составляли стрельцы, служилые казаки, пушкари, кузнецы, охотники.